# Ole Pedersen (maler)
 For alternative betydninger, se Ole Pedersen. (Se også artikler, som begynder med Ole Pedersen)
Ole Pedersen (29. september 1856 i Farum – 11. april 1898 på Frederiksberg) var en dansk maler.
Efter at være blevet smedesvend aftjente Pedersen sin værnepligt som søfyrbøder ved Marinen. Derefter var han i en årrække landpostbud i Kongens Lyngby, men malede og tegnede samtidig i sin fritid; først i en alder af 26 år lykkedes det ham, der fra dreng af havde øvet sig i at tegne og male, at komme ind på den tekniske skole i København; i 1883 begyndte han på Kunstakademiet, som han allerede i 1886 kunne forlade med afgangsbevis. Samme år udstillede han på Charlottenborg to billeder med køer og kalve; 1888 fik han, efter at være kommet hjem fra sin første rejse til Italien og Paris, Den Sødringske Opmuntringspræmie for Fra en hedemark. i 1889 solgte han et større arbejde, Fra en fårefold, til Nationalgalleriet, det befinder sig nu på Fyns Kunstmuseum. Skønt han til tider mindede om Theodor Philipsens udtryk og motivvalg, han var primært dyremaler, ejede han dog ikke dennes frihed og konsekvens i farvedyrkelsen. Pedersen var fra 1889 lærer ved Det tekniske Selskabs Skole i København og ægtede 28. november 1890 Laura Catharina Maria Schack (1860 - 1928), datter af maleren, major Sophus Schack.